# Grums Medborgarparti
Grums Medborgarparti (GM eller GMp) var ett lokalt politiskt parti i Grums kommun. Partiet bildades inför valet 1994 och var fortsättningen på Ny demokratis lokala organisation i kommunen.

## Valresultat
| År   | Röster | %     | Mandat  |
| ---- | ------ | ----- | ------- |
| 1994 | 505    | 7,6   | 3 av 31 |
| 1998 | 600    | 10,35 | 3 av 31 |
| 2002 | 285    | 5,23  | 2 av 31 |
| 2006 | 428    | 7,70  | 2 av 31 |